# Ginástica nos Jogos da Commonwealth de 2002
A ginástica nos Jogos da Commonwealth de 2002 foi a quinta participação do esporte no evento multiesportivo, realizado na cidade de Manchester, na Inglaterra, com apenas as disputas da ginástica artística masculina e feminina.

## Eventos
- Individual geral masculino
- Equipes masculino
- Solo masculino
- Barra fixa
- Barras paralelas
- Cavalo com alças
- Argolas
- Salto sobre a mesa masculino
- Equipes feminino
- Individual geral feminino
- Trave
- Solo feminino
- Barras assimétricas
- Salto sobre a mesa feminino

## Medalhistas
| Evento              | Ouro                                   | Prata               | Bronze                |
| Masculino           |                                        |                     |                       |
| Equipes             | ENG                                    | CAN                 | AUS                   |
| Individual geral    | ENG Kanukai Jackson                    | AUS Philippe Rizzo  | CAN Alexander Jeltkov |
| Solo                | CAN Kyle Shewfelt                      | MAS Shu Wai Ng      | AUS Philippe Rizzo    |
| Cavalo com alças    | AUS Philippe Rizzo                     | ENG Kanukai Jackson | MAS Loke Yik Siang    |
| Argolas             | SCO Steve Frew CYP Irodotos Georgallas | nenhum              | RSA Athol Myhill      |
| Salto sobre a mesa  | CAN Kyle Shewfelt                      | ENG Kanukai Jackson | SCO Baz Collie        |
| Barras paralelas    | AUS Philippe Rizzo                     | CAN David Kikuchi   | ENG John Smethurst    |
| Barra fixa          | AUS Philippe Rizzo                     | AUS Damian Istria   | CAN Alexander Jeltkov |
| Feminino            |                                        |                     |                       |
| Equipes             | AUS                                    | ENG                 | CAN                   |
| Individual geral    | CAN Kate Richardson                    | ENG Beth Tweddle    | AUS Allana Slater     |
| Salto sobre a mesa  | AUS Allana Slater                      | AUS Alexandra Croak | CAN Vanessa Meloche   |
| Barras assimétricas | ENG Beth Tweddle                       | AUS Allana Slater   | CAN Vanessa Meloche   |
| Trave               | CAN Kate Richardson                    | AUS Allana Slater   | AUS Jacqui Dunn       |
| Solo                | AUS Sarah Lauren                       | ENG Becky Owen      | CAN Kylie Stone       |

## Quadro de medalhas
| Ordem | País          | Medalha de ouro | Medalha de prata | Medalha de bronze | Total |
| ----- | ------------- | --------------- | ---------------- | ----------------- | ----- |
| 1     | Austrália     | 6               | 5                | 4                 | 15    |
| 2     | Canadá        | 4               | 2                | 6                 | 12    |
| 3     | Inglaterra    | 3               | 5                | 1                 | 9     |
| 4     | Escócia       | 1               |                  | 1                 | 2     |
| 5     | Chipre        | 1               |                  |                   | 1     |
| 6     | Malásia       |                 | 1                | 1                 | 2     |
| 7     | África do Sul |                 |                  | 1                 | 1     |
| TOTAL | TOTAL         | 15              | 13               | 14                | 42    |